# For Your Life
A For Your Life az angol Led Zeppelin együttes második dala az 1976-os Presence albumukról. Szerzője Jimmy Page gitáros és Robert Plant énekes. A dal vezérmotívuma három különálló riff, amelyek egymást követik és átfedik a dal több mint 6 perce alatt.

## Történet
1975. augusztus 4-én, görögországi nyaralása során Robert Plant a feleségével, Maureennel és gyermekeikkel együtt komoly autóbaleset áldozatai lettek. Plant boka- és könyöksérüléseket szenvedett, melynek következtében négy hónapig nem tudott lábra állni. Jimmy Page kaliforniai tartózkodása után találkozott az énekessel, majd elhatározták, hogy a lemondott turné miatt megírják a 7. album dalait. Novemberben a müncheni Musicland Studiosba vonultak, és két hét alatt a felvételtől a keverésig végeztek is a lemezzel. A „For Your Life” is ebben a dalszerzői kontextusban íródott meg. Robert Plant balesetéből kifolyólag tolószékbe kényszerült, így a mikrofon előtt ülve énekelte fel a dal szövegét. Cameron Crowe újságíróval folytatott interjújában Jimmy Page a dal megírását nagyon spontán műveletnek nevezte, amit három egymást követő riff, valamint az egymást követő és átfedő tónusok váltakozásaként jellemzett.
A dal mondanivalóját a turnéutak elidegenítő hatása ihlette meg, melyben Plant „kegyelemért könyörög az elátkozott városban”. A szám történetét az énekes énekbeszéd stílusában, társalgási hangnemben adja elő, amely révén a régi blues hagyományához nyúl vissza. Énekszólama elkeseredett hangulatú, mely a Los Angelesben töltött őszi hónapok zaklatott lelkiállapotára utal.
A szöveg tekinthető háborgó vádiratnak a „pozőrök és hamis tányérnyalók” ellen az 1970-es évek Los Angeles-i világában, amikor a kokain volt a legnépszerűbb kábítószer. 5:30 környékén egy szippantásszerű hang hallható, amely a kokain felszívásakor az orrot zavaró kellemetlen reakcióra való utalás. Plant később elmagyarázta, hogy az Egyesült Államok nyugati partján, a müncheni stúdiózás előtt megfigyelte hogy a túlzott mennyiségű kokainhasználat széles körben elterjedt a Los Angeles-i zenei életben, amely nem volt kedvező hatással a zenészekre. Továbbá a szöveg egy olyan nő jelenlétéhez is kapcsolódik, aki kábítószerfüggőségébe zuhant.
Jimmy Page a dal feljátszása során első alkalommal használta Lake Placid 1962 márkájú, kék színű Fender Stratocaster gitárját, amit Gene Parsons adott neki. Jól kivehetően lehet hallani a hangszer jellegzetes hangzását a riffeken keresztül. A „For Your Life” egyszerű zenei elemekből épül fel, melynek vázát a kiállásos riffek és John Bonham közepes tempójú, masszív dobolása adja. Erre jön rá Plant éneke, aki hol belép, hol eltűnik. A dal egy kemény blues riffel indít dúr akkordban, majd következik Plant késleltetett belépésével az ének. Az alapot egy úgy nevezett Hendrix-akkord adja, amely a Foxy Lady és a Purple Haze dal révén lett ismert. Page előadásában az akkord feszesebben szól, mivel minden versszak után egy hanggal feljebb lép. A kezdeti, Bonham által diktált 4/4-es ütem 6/8-os riffbe megy át, amit klasszikus Zeppelin-fordulatnak is nevezhetünk. Az átvezetést követő verze üresnek hangzik, mivel csak az átvezetés riffje szól, ezáltal jól átérezhető a hangzás nyers ereje. A dalban hallható gitárszóló Page egyik elsőrangú munkája, amely kitartott hangokból, szokatlan hangközökből és szabálytalan frázisokból épül fel. A dal azon kevesek egyike, ahol Page a tremolókart is használja. Megszólaltatása hasonlít Hendrix stílusára, de egyúttal egyénien is hangzik, mivel Page egyfajta eleganciával alkalmazza. A „For Your Life” egyike a több, egymásra rájátszott gitárrészt tartalmazó Led Zeppelin-daloknak. Ebben hasonlít a lemezt nyitó Achilles Last Stand darabra. A szám olyan zenei elemeket vonultat fel, amelyeket a korábbi albumokon már hallhattunk a zenekartól, hangzása és jellege révén mégis egyénien szólal meg.
Érdekesség, hogy a dalt az együttes a pályafutása során élőben soha nem adta elő. A „For Your Life” is felhangzott viszont 2007. december 10-én, mikor Plant, Page és Jones John – Bonham fiával, Jason Bonhammel kiegészülve – emlékkoncertet adott Ahmet Ertegün tiszteletére . A londoni O2 Arénában adott fellépésen az 5. számként hangzott fel, előadása pedig megtekinthető a Celebration Day című koncertfilmen is.

## Közreműködők
- Jimmy Page – gitár
- Robert Plant – ének
- John Paul Jones – basszusgitár
- John Bonham – dob